# Catedral de Nuestra Señora (Papeete)
La catedral de Nuestra Señora (en francés: Cathédrale Notre-Dame de Papeete) es una iglesia de finales del siglo XIX que sirve como la catedral de la archidiócesis católica de Papeete en la Polinesia Francesa. Se encuentra cerca de la explanada frente al mar de la ciudad capital, en la Rue du Général de Gaulle. Es la catedral de la arquidiócesis de Papeete.
La construcción de la catedral comenzó a mediados del siglo XIX y que se abrió en 1875. Es la iglesia católica más antigua de Tahití y uno de los últimos ejemplos de la arquitectura colonial en la ciudad.
En el siglo XIX, Francia comenzó a expandir su imperio colonial en Asia y las islas del Pacífico, declarando el Reino de Tahití como un protectorado en 1842. Los misioneros franceses comenzaron a llegar en el mismo año y un vicariato apostólico fue establecido el 9 de mayo de 1848. La construcción de la catedral muy probablemente comenzó después de este tiempo y se terminó en 1875. Recibió el nombre de su famosa homóloga parisina, siendo construida cerca de la línea de costa en el centro de Papeete.